# Leuprorelin
Leuprorelin, hay còn được gọi là leuprolide, là phiên bản sản xuất của một loại hormone được sử dụng trong điều trị ung thư tuyến tiền liệt, ung thư vú, lạc nội mạc tử cung, u xơ tử cung, và dậy thì trước tuổi. Thuốc có thể đưa vào cơ thể bằng cách tiêm vào cơ bắp hoặc tiêm dưới da.
Tác dụng phụ thường gặp có thể kể đến như nóng ran, tâm trạng không ổn định, khó ngủ, đau đầu và đau ở chỗ tiêm. Các tác dụng phụ khác có thể có như đường huyết cao, phản ứng dị ứng và các vấn đề với tuyến yên. Sử dụng trong khi mang thai có thể sẽ gây hại cho em bé. Leuprorelin thuộc nhóm thuốc tương tự hormone giải phóng gonadotropin (GnRH). Chúng hoạt động bằng cách ức chế gonadotropin và do đó làm giảm lượng testosterone và estradiol.
Leuprorelin đã được chấp thuận cho sử dụng y tế tại Hoa Kỳ vào năm 1985. Nó nằm trong danh sách các thuốc thiết yếu của Tổ chức Y tế Thế giới, tức là nhóm các loại thuốc hiệu quả và an toàn nhất cần thiết trong một hệ thống y tế. Ở Vương quốc Anh một liều hàng tháng được NHS cung cấp với giá 75,24£. Tại Hoa Kỳ, liều tương đương có chi phí bán buôn là 1.011,93 đô la Mỹ. Thuốc được bán dưới tên thương mại là Lupron cùng với một số những tên khác.